# Rhabdophis guangdongensis
Rhabdophis guangdongensis  — вид змій родини вужеві (Colubridae). 

## Поширення
Вид поширений лише у типовій місцевості у провінції Гуандун у  Китаї.